# Siegmund Lachenwitz
Friedrich Siegmund Lachenwitz (ur. 24 grudnia 1820 w Neuss, zm. 25 czerwca 1868 w Düsseldorfie) – niemiecki malarz animalista, przedstawiciel szkoły düsseldorfskiej; także fotograf.

## Życiorys
Syn urzędnika państwowego (Kreissekretärs). W latach 1840–1847 studiował w Kunstakademie Düsseldorf, w klasie pejzażu pod kierunkiem Johanna Wilhelma Schirmera, jednak najchętniej malował zwierzęta. Od 1844 roku był członkiem Verein der Düsseldorfer Künstler, a w 1848 roku został współzałożycielem i dożywotnio członkiem Malkasten (Künstlerverein).
Jego żywe, czasem humorystyczne, animalistyczne sceny rodzajowe przedstawiają zwierzęta domowe i dzikie, głównie w dynamicznych, a niekiedy wręcz dramatycznych interakcjach; z rzadka tylko pojawiają się obok nich postacie ludzkie.
Na początku lat 50. Lachenwitz musiał na pewien czas ograniczyć swoją aktywność plastyczną z powodu choroby oczu. Zajął się wówczas twórczością literacką, pisząc recenzje wystaw dla prasy codziennej, drobne opowiadania humorystyczne, podróżnicze, łowieckie i o zwierzętach, które okraszał własnymi ilustracjami. Udzielał także prywatnych lekcji malarstwa i rysunku, m.in. młodemu Johannowi Peterowi Theodorowi Janssenowi.
Zajmował się też fotografią. W 1866 roku przejął pracownię pioniera fotografii Johanna Franza Michielsa (1823–1887). Syn Lachenwitza, Friedrich Carl, również był fotografem.
Współcześnie prace Lachenwitza są w ofertach domów aukcyjnych. Rekordowa cena za jego obraz A woodland encounter (1849) wyniosła 3283 USD i została uzyskana w 2009 roku na aukcji Christie’s.

## Galeria

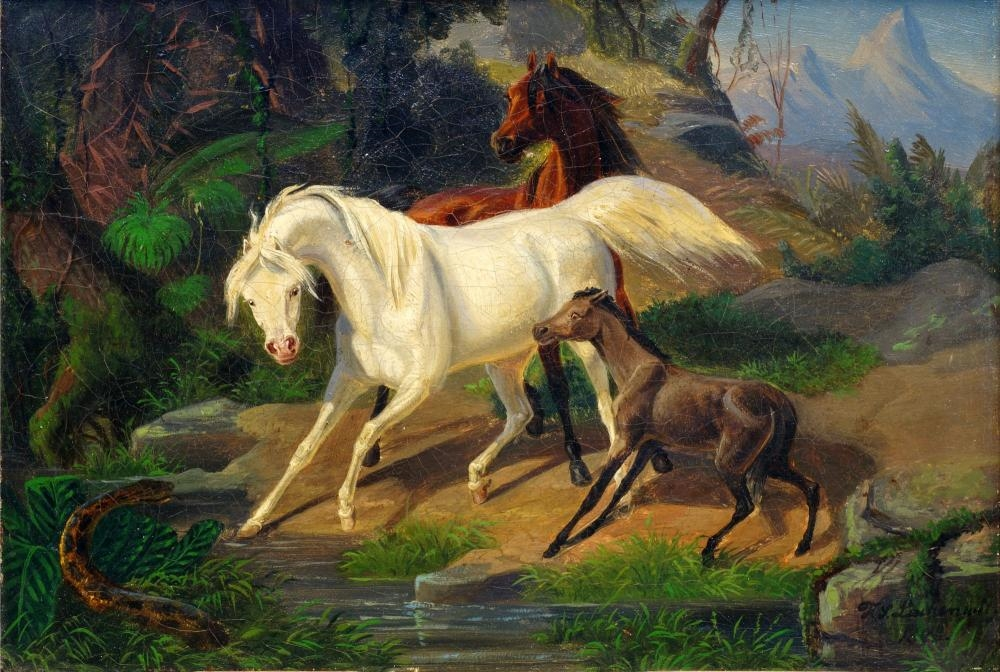
Wildpferde, die eine Schlange treffen
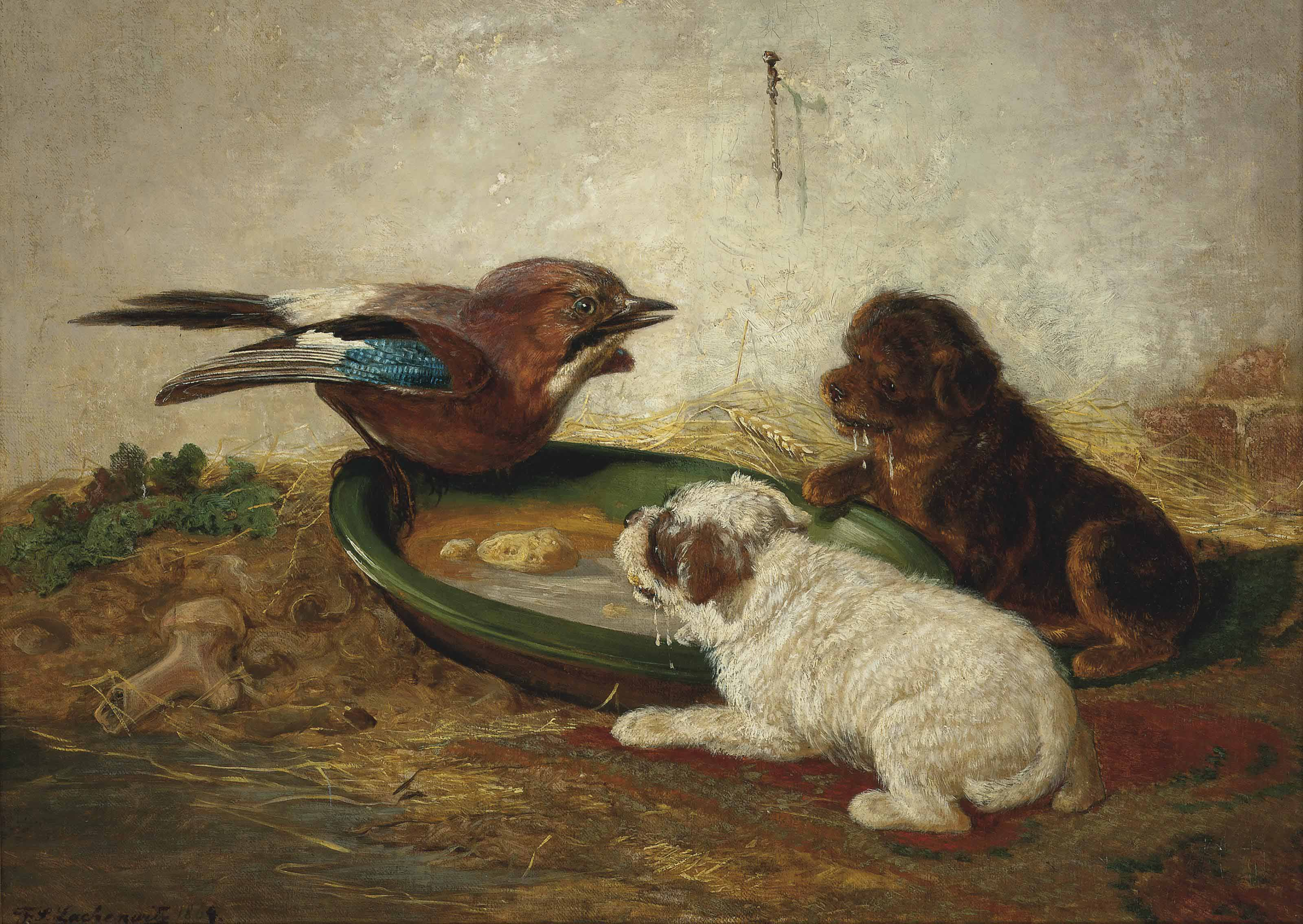
Eine unwillkommene Begegnung (1864)
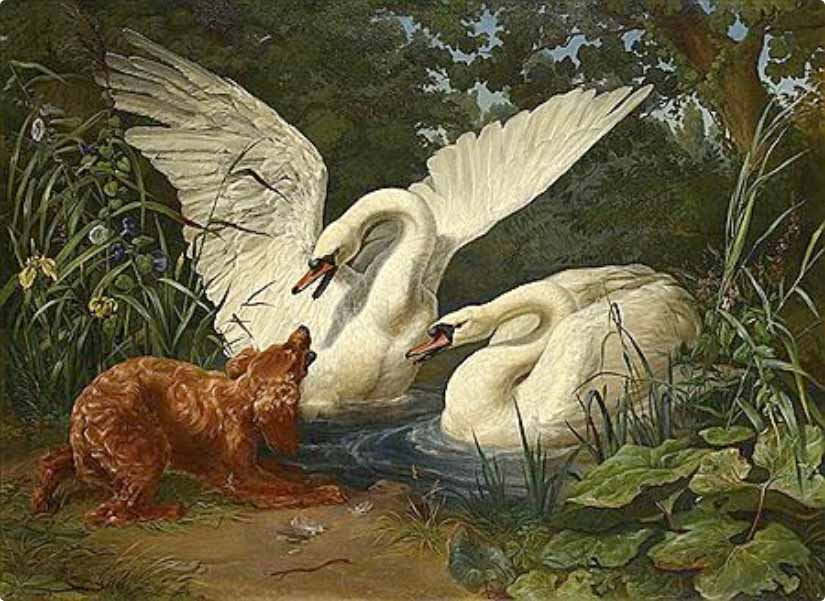
Zwei Schwäne und ein Hund